# Foltos tőkehal
A foltos tőkehal (Melanogrammus aeglefinus) a csontos halak (Osteichthyes) főosztályának a sugarasúszójú halak (Actinopterygii) osztályába, ezen belül a tőkehalalakúak (Gadiformes) rendjébe és a tőkehalfélék (Gadidae) családjába tartozó faj.
Nemének az egyetlen faja.

## Előfordulása
A foltos tőkehal az Atlanti-óceán északnyugati és északkeleti részein él. Keleten a Vizcayai-öböltől a Spitzbergákon keresztül a Barents-tengerig és a Novaja Zemlja szigetcsoport partjaiig. Nyugaton a New Jersey-i Cape Maytől a kanadai Belle Isle-szorosig.
Ez a halfaj a következő országok vízeiben található meg: Belgium, Kanada, Feröer-szigetek, Dánia, Franciaország, Grönland, Izland, Írország, Lettország, Litvánia, Hollandia, Norvégia, Lengyelország, Oroszország, Spanyolország, Svédország, az Egyesült Királyság és az Amerikai Egyesült Államok.

## Megjelenése
E halfaj általában 35 centiméter hosszú, legfeljebb 112 centiméter. Az eddigi legnehezebb kifogott példány 16,8 kilogrammot nyomott. A legidősebb foltos tőkehal 20 évet élt. Testéhez képest a szája kicsi. Alsó állkapcsa rövidebb, mint a felső. A pofáján levő tapogatószálak rövidek. Sötét oldalsáva, megszakítás nélkül a test végéig húzódik. Pikkelyei egymást fedik. A mellúszók és az oldalsáv között, nagy sötét folt található.

## Életmódja
A foltos tőkehal a 10 - 450 méteres mélység között tartózkodik, de a 10 - 200 méter közötti mélységet részesíti előnyben. A 4 - 10 Celsius-fokot kedveli. Tápláléka rákok, puhatestűek, tüskésbőrűek, férgek és kisebb halak.
Legfeljebb 20 évig él.

## Szaporodása
A Barents-tengerben és Izland vízeiben hosszú vándorutakat tesz meg az ívási helyekhez. A nőstény nem rakja le egyszerre az összes ikráját.

## Felhasználása
A foltos tőkehal jelentős gazdasági értékkel bír. Ezt a halat nagy halászhajókkal halásszák, de tenyésztik is. A sporthorgászok is kedvelik. Frissen egészben vagy szeletként, fagyasztva, füstölve vagy konzervdobozban árusítják. Sülve, főve fogyasztható. Az emberi fogyasztás mellett, tenyésztett halak és egyéb állatok táplálékául is szolgál.